# Férfi kenu egyes 1000 méter az 1956. évi nyári olimpiai játékokon
Az 1956. évi nyári olimpiai játékokon a kajak-kenu férfi kenu egyes 1000 méteres versenyszámát december 1-én rendezték a Wendouree-tó-ban.

## Eredmények
Az időeredmények másodpercben értendők.

### Döntő
| Helyezés | Név               | Nemzet                      | Idő    | Mj |
| -------- | ----------------- | --------------------------- | ------ | -- |
| Arany    | Leon Rotman       | Románia (ROU)               | 5:05,3 |    |
| Ezüst    | Hernek István     | Magyarország (HUN)          | 5:06,2 |    |
| Bronz    | Gennagyij Buharin | Szovjetunió (URS)           | 5:12,7 |    |
| 4.       | Karel Hradil      | Csehszlovákia (TCH)         | 5:15,9 |    |
| 5.       | Franz Johannsen   | Egyesült Német Csapat (EUA) | 5:18,6 |    |
| 6.       | Werner Wettersten | Svédország (SWE)            | 5:28,0 |    |
| 7.       | Bryan Harper      | Ausztrália (AUS)            | 5:37,6 |    |
| 8.       | George Bossy      | Kanada (CAN)                | 5:39,4 |    |
| 9.       | William Schuette  | Egyesült Államok (USA)      | 5:47,7 |    |